# 저우장 진

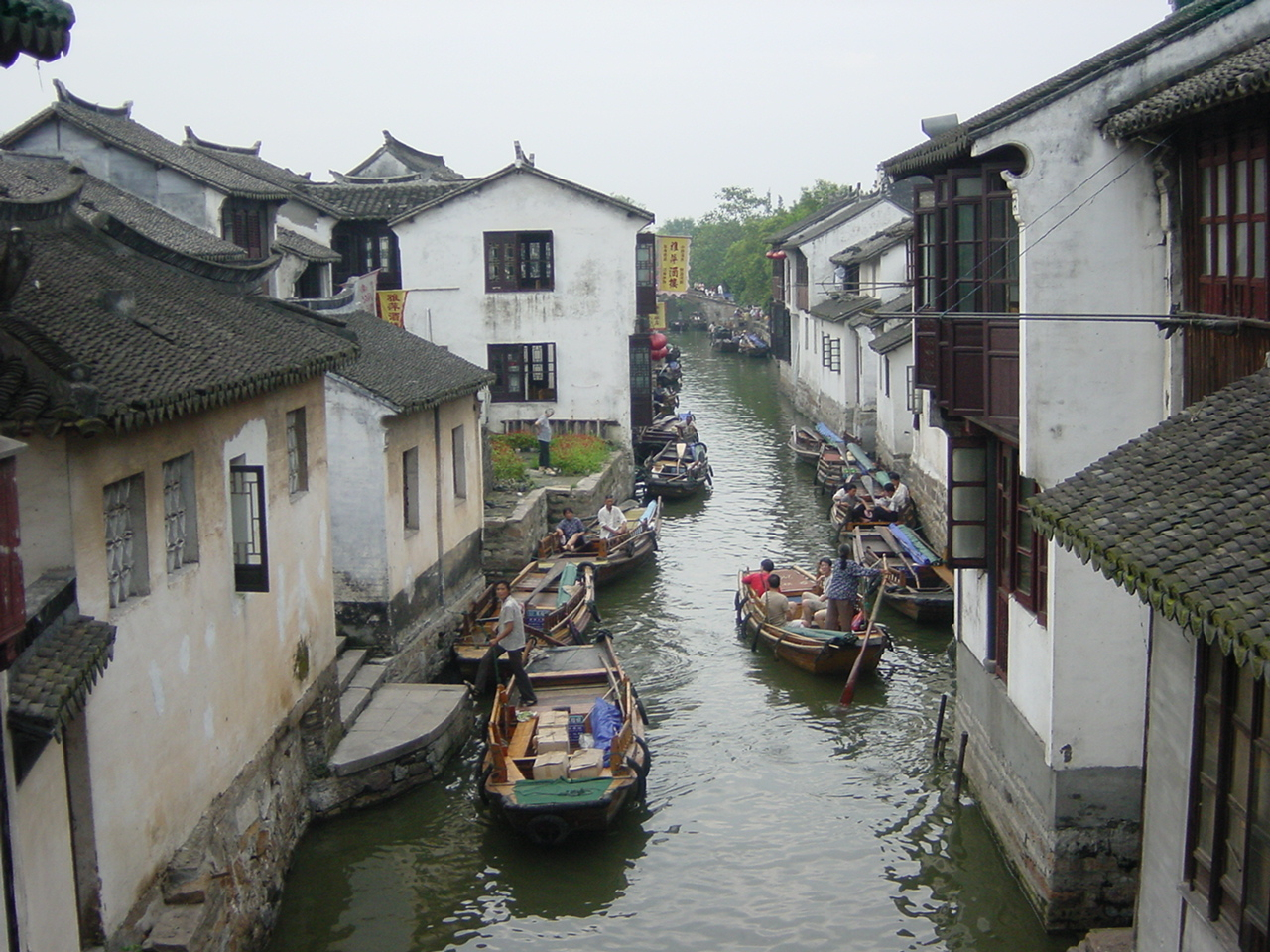
강남 수향 저우장

저우장(중국어: 周庄镇, 병음: Zhōuzhuāng Zhèn)은 장쑤성 쑤저우의 쿤산시에 위치한 작은 도시로 쿤산시와 상하이 사이에 위치한 강남의 고전 수향이다. 쑤저우에서 남동쪽으로 30km 떨어져 있으며, 2003년 중국역사문화명진으로 지정되었다. 저우장은 고전 수향으로 인기가 있는 여행지이며, 중국에도서 가장 유명한 수향 중의 하나이다. 잘 보존된 고전 건축물과 풍취있는 수로는 강렬한 강남지방 정취를 가지고 있다.

## 역사
저우장은 약 900년의 역사를 가지고 있다. 1086년 북송 때 현재의 이름으로 불렸는데, 원탁 원년(1086년)에 관직을 지닌 주적(周迪)이라는 사람에 의해 이루어진 고장이다.

### 심청

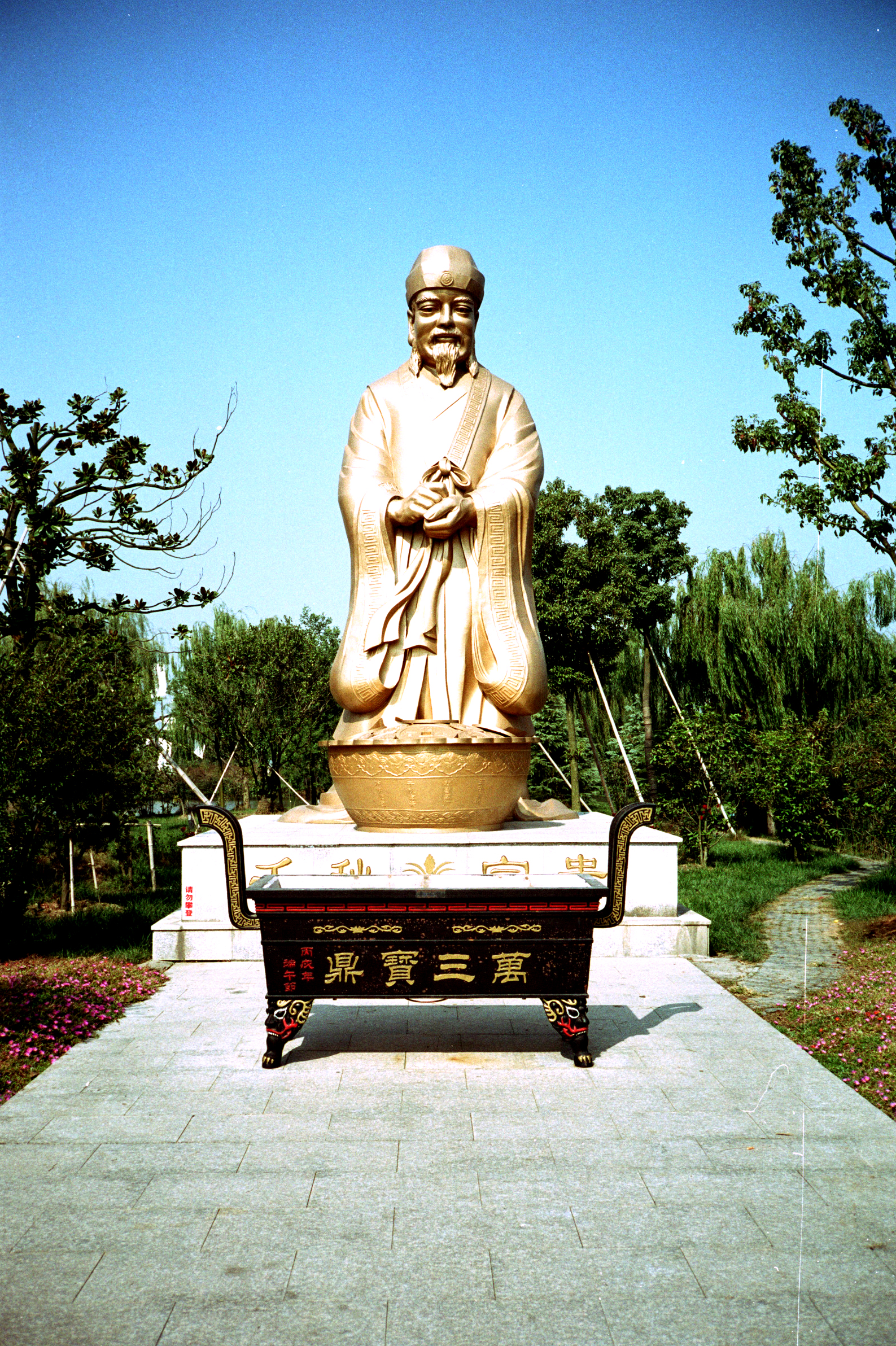
강남 거부 심만삼의 동상

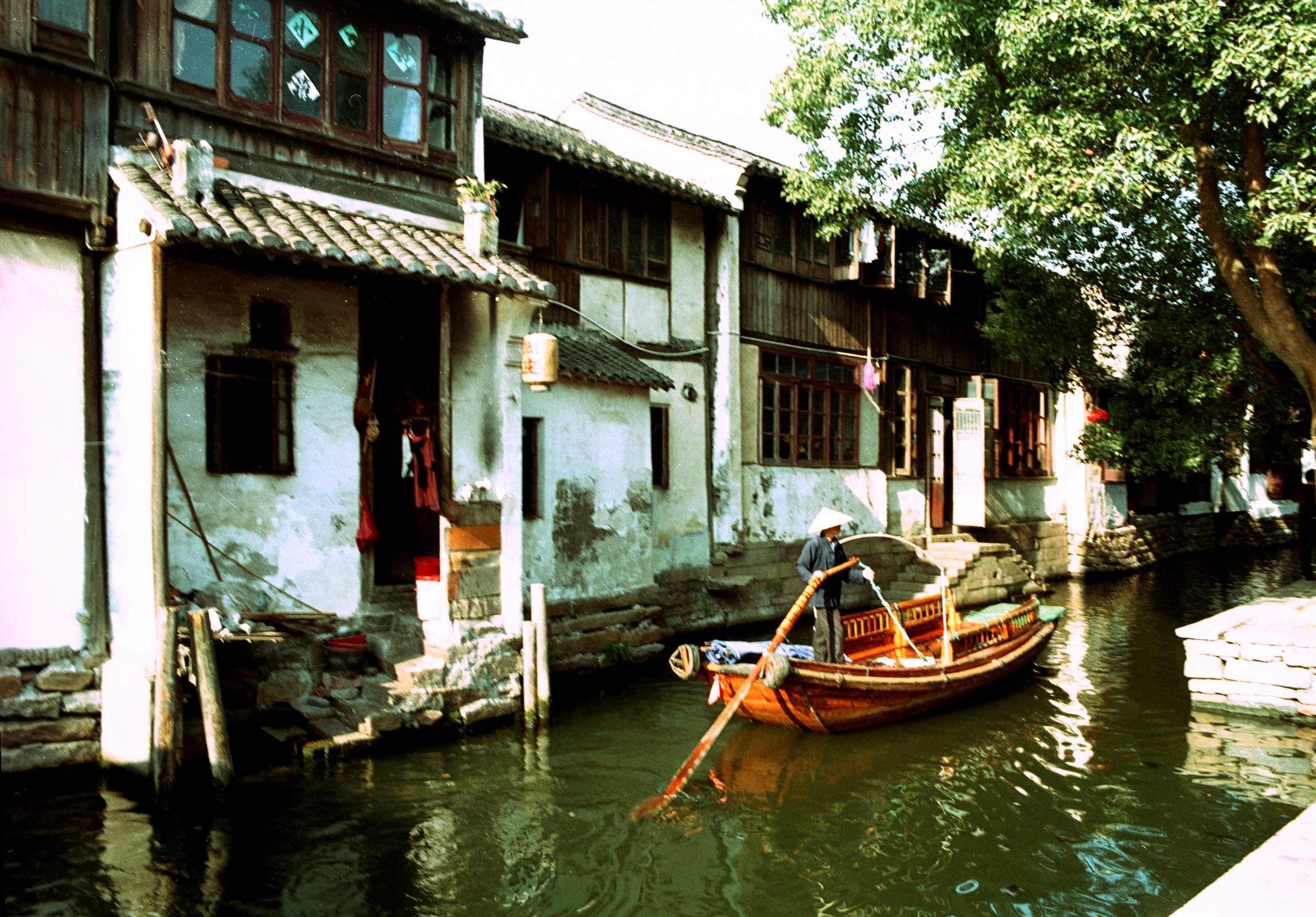
저우장(周庄) 유람선

1368~1911년에 이르는 명청 때 이곳의 60% 이상이 건축되었다. 이곳이 발전된 것은 명나라 때 유명한 거부 심만삼(沈萬三) 때부터이다. 명사에는 주원장이 심만삼의 재력에 도움을 받아, 서수휘, 진우량, 장사성 등의 세력을 격파했다고 나온다. 그러나 심만삼은 개인 출자로 난징 성벽을 쌓고, 군대를 포상하는 주제넘은 짓을 하여, 결국 주원장의 미움을 받아 운남으로 귀향을 가게 된다.
심청(沈厅)은 그의 자손이 건륭제 7년에 건조한 것이다. 이곳 저우장에는 심만삼의 이름을 딴 것들이 많다. 저우장의 명물 요리 중에 만삼제(万三蹄)도 심만삼의 유명세를 이용한 요리 중의 하나이다.

### 장청
장청은 옥연당(玉燕堂)이라고 하여, 저우장에 현존하는 얼마 되지 않는 명대의 건물이다. 명나라 때 주원장에게 숙청당한 서달의 아우 서규의 후손이 지은 건물로 알려져 있는데, 후에 장씨 성을 가진 사람에게 팔아서 장청(张厅)이 되었다고 한다.

## 옛 다리
저우장은 주변을 호수와 강이 둘러싸고 있는데, 이곳을 14개의 석교가 지역을 연결하고 있다. 이곳에서 가장 볼 만한 것으로는 쌍교(双桥)와 부안교(富安桥)가 있다. 이곳이 유명해진 계기는 1984년 진일비(陳逸飛)라는 화가의 “고향의 추억(故鄉的回憶)”이라는 그림 때문이다. 37점의 작품과 함께 미국에서 전시회를 열었는데, 쌍교가 등장하는 중국 강남의 전원 풍경은 미국인들을 매료 시켰다. 후에 미국의 대부호가 이 그림을 고가로 매입하여, 등소평에게 선물로 주었는데, 그 뒤에 유엔의 우표도안으로도 사용되었다.
쌍교는 명나라 때, 부안교는 원나라 1355년에 완공되었다.

## 강남의 노랫 가락
저우장에서 다른 수향과는 달리 음악과 노래가 있다. 곤산은 곤곡이 탄생한 곳으로도 유명한데, 수향의 수로에서 중국 강남의 전통 노랫가락을 듣는 것도 일품이다. 90년 초 제일 처음으로 이곳 주장에서 수상유람을 한 사람은 왕소매라는 여인인데, 후에 매스컴의 집중조명을 받아 그녀도 유명해졌다.

## 같이 보기
- 쿤산 시
- 주자자오